# 史丹佛·奧維辛斯基
史丹佛·羅伯特·奧維辛斯基（英語：Stanford Robert Ovshinsky，1922年11月24日—2012年10月17日），生於美國俄亥俄州阿克倫，發明家、科學家與企業家，擁有超過400項專利，其發明被廣泛應用在社會之中，例如鎳氫電池。

## 生平
奧維辛斯基沒有上過大學，以自修方式成為發明家。1960年，創立 ECD Ovonics 公司。